# Pokémon FireRed и LeafGreen
Pokémon FireRed Version и LeafGreen Version (яп. ポケットモンスター ファイアレッド・リーフグリーン Покэтто Монсута: Файарэддо Ри:фугури:н, «Покемон: Огненно-Красная и Лиственно-Зелёная версия») — компьютерные игры в жанре японской ролевой игры, разработанные Game Freak и выпущенные Nintendo для портативной игровой консоли Game Boy Advance. Pokémon FireRed и LeafGreen — ремейки игр Pokémon Red и Blue, вышедших в 1996 году. Игры совместимы с Game Boy Advance Wireless Adapter — беспроводным адаптером для Game Boy Advance, который первоначально поставлялся в комплекте с играми. FireRed и LeafGreen впервые были выпущены в Японии в январе 2004 года, а затем и в Америке и Европе в сентябре и октябре соответственно. Примерно через два года после релиза Nintendo выпустила их в составе серии «Player’s Choice» (рус. Выбор игроков).
FireRed и LeafGreen являются частью серии ролевых игр Pokémon. Как и в предыдущих играх серии, в распоряжение игроку даётся игровой персонаж, который путешествует по миру и участвует в боях в пошаговом режиме. Были добавлены некоторые нововведения, такие как контекстное меню помощи и новые регионы, в которые может путешествовать персонаж. На протяжении игры игрок ловит и тренирует покемонов для использования их в бою.
Игры получили в основном хорошие отзывы: на сайте Metacritic Pokémon FireRed и LeafGreen получили 81 процент. Многие рецензенты хвалили игры за то, что они сохранили дух оригинала, но при этом в них были представлены нововведения. Графику и музыку оценивали по-разному, некоторые рецензенты утверждали, что они мало отошли от предыдущих игр серии, Pokémon Ruby и Sapphire. FireRed и LeafGreen были коммерчески успешными: по всему миру было продано около 12 миллионов копий.

## Геймплей

Бой в игре. В правом верхнем углу — покемон противника, в нижнем левом — покемон игрока

Игровой процесс происходит на трёх игровых экранах. Первый экран — карта мира, где игрок путешествует по игровому миру, меню, где игрок использует предметы, организует свою команду покемонов и настраивает игровой процесс, и экран боя, где и происходят сражения. Когда на игрока нападает дикий покемон или игрока вызывает на поединок тренер покемонов, то появляется экран битвы. Сама битва проходит в пошаговом режиме. Во время боя игрок может приказать покемону использовать атаку или способность, вызвать другого покемона, использовать предмет из своего инвентаря или убежать из битвы. Убежать невозможно в том случае, если с игроком сражается тренер покемонов. У всех покемонов есть очки здоровья; когда у покемона их не осталось, игрок не может использовать этого покемона, пока не вылечит его. Когда покемон выигрывает в битве, он получает очки опыта. Накопив определённое количество очков опыта, покемон может подняться на новый уровень и таким образом повысить свои характеристики и выучить новые способности. Некоторые покемоны при достижении определённого уровня эволюционируют — развиваются в более совершенные формы.
Достаточно важным элементом геймплея является поимка новых покемонов. Во время боя с диким покемоном игрок может использовать на дикого покемона (покемонов других тренеров поймать нельзя) покебол — портативное устройство в форме шара для поимки и переноски покемонов самых разных размеров. Если у дикого покемона осталось слишком мало очков здоровья, то он может остаться в покеболе и перейти к игроку. Кроме количества очков здоровья также играют роль сила самого дикого покемона и размер коэффициента поимки покебола, который использует игрок.
В FireRed и LeafGreen представлены новые возможности, которых не было в Red и Blue, например, инструкция по игровому процессу. Также, когда игрок продолжает сохранённую игру, игра показывает ему последние четыре действия, которые он совершил перед сохранением, чтобы помочь ему вспомнить, что он хотел сделать.
Игры поддерживают связь с другими играми третьего поколения: игроки могут через кабель для Game Boy Advance сражаться друг с другом или обмениваться покемонами — обмениваясь покемонами с обладателями Pokémon Ruby, Sapphire, и Pokémon Colosseum, можно получить около 350 видов покемонов (всего в игре доступно 386 видов). Кроме того, существует возможность хранить покемонов из FireRed и LeafGreen на карте памяти Nintendo GameCube с помощью Pokémon Box Ruby & Sapphire. FireRed и LeafGreen также являются первыми играми серии, поддерживающими беспроводную связь с помощью Game Boy Advance Wireless Adapter, продающимся в комплекте с играми. Адаптер, будучи подключённым к Game Boy Advance, позволяет играть на максимальном расстоянии 9-15 метров. Специально для этой беспроводной связи в игре есть локация — так называемая «Комната единения» (англ. Union Room), где игроки могут сражаться, обмениваться покемонами или общаться в чате. В Японии Nintendo обустроила специальные точки доступа для беспроводной связи
.

## Концепция

### Сеттинг
Вымышленная вселенная игры представляет собой альтернативную современность, но вместо животных в нём обитают существа, внешне похожие на обычных зверей и обладающие при этом сверхъестественными способностями, — покемоны. Люди, называющиеся тренерами покемонов, ловят их и тренируют для участия в боях. В боях тренеры не участвуют, сражаются лишь покемоны соперников — тренеры лишь дают им команды, какую атаку или способность им применить. 

Внутриигровая карта Канто — региона, в котором происходят действия игры

Бои проходят до момента, пока один из покемонов не падает без сознания или его тренер не сдаётся — до смерти схватки не происходят никогда. Как правило, сильные и опытные тренеры покемонов пользуются уважением.
Большая часть игр Pokémon FireRed и LeafGreen проходит в вымышленном регионе Канто (англ. Kanto), прототипом которого стала одноимённая провинция Японии. Канто состоит из десяти городов, соединённых между собой маршрутами (англ. Routes). Новые места и маршруты открываются игроку после выполнения им определённых условий. Ближе к концу игры игроку становятся доступны Острова Севии (англ. Sevii Islands), место, которого не было в Pokémon Red и Blue. Острова Севии — это архипелаг, состоящий из семи островов. После завершения цепочки квестов на островах Севии открывается доступ к обмену с играми Ruby, Sapphire, Emerald, XD: Gale of Darkness и Colosseum.

### Сюжет
Главный герой игры (игрок сам выбирает ему пол и имя) живёт в маленьком городке в регионе Канто под названием Паллет (англ. Pallet Town). В самом начале игры, когда он пытается выйти из города через заросли высокой травы, его останавливает профессор Оук (англ. Professor Oak). Оук объясняет герою, что в высокой траве может быть очень опасно, так как там часто живут дикие покемоны. Он приглашает героя к себе в лабораторию, где их ждёт внук профессора (ему также можно дать имя) — соперник главного героя, который тоже мечтает стать тренером покемонов.

Концепт-арт главного героя-мальчика и главной героини-девочки

 Профессор Оук даёт им по покемону. Внук профессора вызывает главного героя на поединок покемонов, и с тех пор они будут сражаться друг с другом на определённых моментах игры.
Когда игрок доходит до следующего города, Виридиана (англ. Viridian City), его просят доставить посылку профессору Оуку. Вернувшись в лабораторию, игрок получает Покедекс (англ. Pokédex) — карманную электронную энциклопедию о покемонах. Если игрок встречается с покемоном, тот отмечается в Покедексе. Чтобы покедекс получил полную информацию о покемоне, игроку нужно его поймать. Оук просит игрока, чтобы тот исполнил его мечту заполнить весь Покедекс информацией о каждом покемоне.
В некоторых городах игрок посещает так называемые стадионы (англ. Gyms). Внутри них — лидеры стадионов (англ. Gym Leader), сильные тренеры покемонов, которых игрок должен победить и получить в знак подтверждения победы над ними их значки. Всего в регионе Канто восемь стадионов, и, соответственно, восемь значков. Если игрок собрал все восемь значков, то он имеет право вступить в Лигу покемонов (англ. Pokémon League), состоящую из самых сильных тренеров Канто. Затем игрок сражается с Элитной Четвёркой (англ. Elite Four) за звание чемпиона региона. Сюжетная линия также включает в себя борьбу с Командой R (англ. Team Rocket), могущественной криминальной организацией, занимающейся кражей редких покемонов для своего босса — Джиованни.
После вступления в Лигу покемонов игрок обнаруживает, что одна из членов Элитной Четвёрки, Лорелей (англ. Lorelei), исчезла. Отправившись на Острова Севии, игрок убеждает Лорелей вернуться в Лигу покемонов. Кроме того, на Островах Севии игрок должен сорвать планы Команды R и найти два артефакта, Рубин (англ. Ruby) и Сапфир (англ. Sapphire). После этого в FireRed и LeafGreen открывается возможность обмена с другими играми третьего поколения.

## Разработка
FireRed и LeafGreen были анонсированы в 2004 году как ремейки первых игр серии Pokémon — Pocket Monsters Red и Pocket Monsters Green. Руководитель проекта, Дзюнъити Масуда, заявил, что разработка игр не будет сложной, так как движок игры представляет собой чуть изменённый движок Pokémon Ruby и Sapphire. FireRed и LeafGreen также получили полную совместимость с Ruby и Sapphire, позволяя игрокам разных игр сражаться и обмениваться покемонами между собой.
Сатору Ивата, президент Nintendo, объявил, что совместимость FireRed и LeafGreen с Game Boy Advance Wireless Adapter способна «улучшить бои между игроками, обмен информацией с другими людьми». Была добавлена внутриигровая инструкция, которую игрок мог вызвать в любое время игры. Президент The Pokémon Company Цунэкадзу Исихара заявил: «мы вообще не воспринимаем эти игры как ремейк. Мы воспринимаем это как новую игру с технологией беспроводного соединения».
Музыка была взята из оригинальных Red и Blue и аранжирована Го Итиносэ: Масуда и Итиносэ решили не менять музыку из оригинала — они просто добавили новые музыкальные темы. Музыкальный альбом GBA Pokémon FireRed & LeafGreen Super Complete, состоящий из двух дисков, содержит в себе музыку из игр, причём на первом диске записана музыка, воспроизведённая чипсетом консоли, а на втором диске — оркестровые аранжировки.
Несмотря на успех Ruby и Sapphire, в начале продаж в магазины было отгружено всего 500 000 копий. Игровая пресса связывала это с тем, что или Nintendo не рассчитывает на успех игр, или у неё просто пока нет достаточного количества беспроводных адаптеров. В Америке FireRed и LeafGreen были анонсированы на игровой выставке DICE в 2004 году. Хотя в Америке японские игры Pokémon Red и Green вышли под названиями Pokémon Red и Blue, названия ремейков решили не менять. Дзюнъити Масуда отметил, что он подобрал название LeafGreen, потому что название WaterBlue (англ. Water — вода) вызвало бы ощущение конфликта между FireRed (англ. Fire — огонь) и WaterBlue, в то время как лист (англ. Leaf — лист)— символ мира.

## Отзывы и популярность
| Сводный рейтинг    | Сводный рейтинг                       |
| Агрегатор          | Оценка                                |
| ------------------ | ------------------------------------- |
| GameRankings       | 81,92 % (FireRed) 80,78 % (LeafGreen) |
| Metacritic         | 81/100 (основано на 38 рецензиях)     |
| Иноязычные издания |                                       |
| Издание            | Оценка                                |
| AllGame            | [ 13 ]                                |
| GamePro            | [ 30 ]                                |
| GameSpot           | 8,4/10                                |
| GameSpy            | [ 31 ]                                |
| IGN                | 9,0/10                                |
| Nintendo Power     | [ 32 ]                                |

За первую неделю в Японии было продано 885 039 копий, что намного меньше, чем продажи Ruby и Sapphire за тот же период. IGN предположил, что продажи ниже потому, что игры являются ремейками. В первой половине августа FireRed и LeafGreen вышли в США, где на них было получено более 150 тысяч предварительных заказов, что в два раза больше, чем количество предварительных заказов на Ruby и Sapphire. По мнению сотрудника Nintendo Джорджа Харрисона, «предзаказы показывают, что интерес игроков возрос более, чем в два раза!». Менее, чем за месяц после релиза было продано более одного миллиона копий. На 31 марта 2008 года было продано около 11,82 миллиона копий по всему миру. Позже игры вошли в список Nintendo «Player’s Choise» (рус. Выбор игроков) в Северной Америке как одни из самых успешных игр и начали продаваться по сниженной цене. Издание «Player’s Choise» не включало в себя Game Boy Advance Wireless Adapter.

### Отзывы
Pokémon FireRed и LeafGreen получили в основном хорошие отзывы, на 2008 год игры имели 81 % на сайте Metacritic. Крэйг Харрис, рецензент IGN, дал играм оценку 9,0/10, похвалив разработчиков за то, что они создали игры, которые «отлично себя чувствуют на рынке портативных консолей. Может быть, в них не так много изменений, как в Ruby и в Sapphire, но тем не менее они очень радуют». Харрис не так хорошо отозвался о графике, сочтя её «ограниченной» и «примитивной». Журналист GameSpot Грег Касавин, давший играм 8,4/10, прокомментировал, что «хотя серия игр Pokémon могла получить что-то новое за все эти годы, FireRed и LeafGreen — хорошие ролевые игры по своим меркам, в них есть больше содержимого и сложных испытаний, чем в Ruby и Sapphire, и они предлагают затягивающий геймплей, интересный игрокам всех возрастов». В отличие от Харриса, Касавин похвалил графику игр за «яркие, красивые и милые дизайны персонажей, которыми славится серия». Обозреватель GameSpy дал играм четыре звезды из пяти возможных, заключив: «игра зацепила меня до того, когда я это понял. Слишком сложно устоять перед простым геймплеем и более стратегической, чем кажется на первый взгляд, боевой системой. И рекламный трюк „поймай их всех“ всё ещё работает, не говоря уже о том, что нужно собрать сбалансированную команду покемонов. Здесь есть что-то захватывающее, поглощающее, и тренировка покемонов действительно затягивает в игровой мир». GameSpy также сравнил графику игр с «уродливой» графикой Red и Blue. Кроме того, GameSpy похвалил игры за внутриигровую инструкцию, беспроводную связь и за напоминания после загрузки сохранённой игры. Игровой журнал Nintendo Power, давший играм 4,5 баллов из пяти максимальных, подметил, что «за всей симпатичностью Пикачу скрывается великая игра, стоит только в неё поиграть, и вы поймёте, что оторваться невозможно».